# جيمس غارنر
جيمس غارنر (بالإنجليزية: James Garner)‏ ممثل أمريكي من مواليد 7 أبريل 1928.

## وصلات خارجية
- جيمس غارنر على موقع IMDb (الإنجليزية)
- جيمس غارنر على موقع الموسوعة البريطانية (الإنجليزية)
- جيمس غارنر على موقع روتن توميتوز (الإنجليزية)
- جيمس غارنر على موقع مونزينجر (الألمانية)
- جيمس غارنر على موقع ألو سيني (الفرنسية)
- جيمس غارنر على موقع ميوزك برينز (الإنجليزية)
- جيمس غارنر على موقع تيرنر كلاسيك موفيز (الإنجليزية)
- جيمس غارنر على موقع أول موفي (الإنجليزية)
- جيمس غارنر على موقع بوكس أوفيس موجو (الإنجليزية)
- جيمس غارنر على موقع قاعدة بيانات برودواي على الإنترنت (الإنجليزية)